# عيش في النسيان
العيش في النسيان (بالإنجليزية: Living in Oblivion)‏ هو فيلم كوميديا سوداء مستقل منخفض التكلفة، كتبه وأخرجه توم ديسيليو. بطولة كاثرين كينر، ديرموت مولروني، دانييل فون زيرنيك وجيمس ليجروس. حصَّل الفيلم توم ديسيليو على جائزة والدو سالت لكتابة السيناريو في مهرجان صاندانس السينمائي سنة 1995. تلقى الفيلم استحساناً من طرف النُّقاد، كما حاز على تقييم 88% في موقع روتن توميتوز. يعرض الفيلم بيتر دينكلاج في أول دور سينيمائي له.

## طاقم التمثيل
- ستيف بوشيمي بدور نيك ريف
- كاثرين كينر بدور نيكول
- ديرموت مولروني بدور وولف
- جيمس ليغروس بدور شاد بالومينو
- ريكا مارتينز بدور كورا ريف (أم نيك)
- بيتر دينكلاج بدور تيتو
- ميشيل كارلو بدور الممرضة

## روابط خارجية
- عيش في النسيان على موقع IMDb (الإنجليزية)
- عيش في النسيان على موقع روتن توميتوز (الإنجليزية)
- عيش في النسيان على موقع نتفليكس (الإنجليزية)
- عيش في النسيان على موقع قاعدة بيانات الأفلام العربية
- عيش في النسيان على موقع ألو سيني (الفرنسية)
- عيش في النسيان على موقع Turner Classic Movies (الإنجليزية)
- عيش في النسيان على موقع أول موفي (الإنجليزية)
- عيش في النسيان على موقع بوكس أوفيس موجو (الإنجليزية)
- عيش في النسيان على موقع فيلمافينيتي (الإسبانية)
- عيش في النسيان على موقع قاعدة بيانات الأفلام السويدية (السويدية)